# Kazuhiko Kudo
Pour les articles homonymes, voir Kudo.
 (juillet 2014).
Kazuhiko Kudo (né en 1970) est un artiste potier contemporain et un commissaire d'exposition indépendant basé à Asahikawa (Hokkaido) au Japon. Formé par Kiyoko Koyama dans la tradition des céramistes de Shigaraki, il a inventé un style et des techniques personnelles après s'être établi sur l'île d'Hokkaido. Il utilise notamment une terre d'origine sibérienne qui s'est déposée dans le sous-sol d'Asahikawa il y a plus de 45 000 ans. En tant qu'enseignant auprès de personnes en situation de handicap et commissaire d'exposition, il a joué un rôle actif pour la reconnaissance de l'Art outsider au Japon.

## Biographie
Kazuhiko Kudo est né le 15 mars 1970 dans la Préfecture de Kanagawa au Japon. Il a appris les bases et les techniques ancestrales de la poterie japonaise auprès de l’artiste potière Kiyoko Koyama qui exerce à Shigaraki (Préfecture de Shiga). Cette région est aussi pionnière dans l’encouragement de la création artistique par des personnes en situation de handicap, notamment celle des jeunes. C’est là que Kazuhiko Kudo prit connaissance d’ateliers de poterie destinés à ce public et que, fasciné par les formes que les stagiaires créaient avec la terre, il s’impliqua dans ces structures en tant qu’instructeur dès 1991. Cinq ans plus tard, en 1996, il fonda un atelier de création libre destiné aux handicapés mentaux, Art Space Atelier Coo, qu’il soutient encore aujourd’hui. 
Dans ces mêmes années, il décida de se consacrer entièrement à la création céramique et se mit en quête d'une terre particulière qui lui permette de développer son style propre. Après huit ans de recherche, il s'établit à Asahikawa, sur l’île d’Hokkaido, pour y travailler l'argile provenant du désert de Sibérie qui s'était déposée dans le sous-sol de la région 45 000 ans auparavant. Dans cet endroit au climat extrême, Kudo creuse en profondeur pour extraire cette terre argileuse et ferrugineuse. Il la travaille sur un tour ancien et l'associe à plusieurs autres matières pour obtenir des modulations chromatiques, des textures et des effets de craquelure très personnels. La cuisson fait entièrement partie de son art. Pendant la cuisson, chaque pièce est recouverte d’une boue plus ou moins chargée de fer, de cuivre et/ou de cendres de bouleau blanc pour être teintée de blanc cassé, de jaune d’or ou de vert. L'artiste potier obtient aussi des rehauts de teinte rouge/ocre en appliquant des coquillages sur la surface des céramiques pendant la cuisson. En 2003, Kazuhiko Kudo a obtenu le Grand prix Harumi Kurihara pour tout son travail de céramiste.
En parallèle de cette activité, il soutient l'Art outsider au Japon et exerce comme commissaire d'expositions dans ce domaine, notamment en collaboration avec le Borderless Art Museum No-Ma, qui est très impliqué dans la mise en valeur de cette forme d'art au Japon et à l'international. En 2006, Kudo a créé l'association à but non lucratif Lapo Lapo La à Asahikawa pour exposer des œuvres d'artistes en situation de handicap au côté d'autres artistes contemporains. En 2009-2010, il était co-commissaire avec Céline Muzelle de l'exposition itinérante Aloïse, comme un papillon sur elle dédiée à l’œuvre de l'auteure d'Art brut Aloïse Corbaz.

## Expositions personnelles
- 1998 : Ikkou, Yokohama
- Depuis 2000, chaque année : Seigendo, Sapporo
- Depuis 2002, chaque année : Savoir-vivre, Tokyo
- Depuis 2007, chaque année : Mitukoshi, Sapporo

## Expositions en tant que commissaire
- 2006 : Daichini haeru ki, Borderless Art Museum No-Ma; The enjoyement of Ceramic, « Ebetu City Ceramic Art Center »(Archive.org • Wikiwix • Archive.is • Google • Que faire ?)
- 2008 : Art Brut in Japan and in the world, Asahikawa Museum of Art; Love me Heaven et Tukasa Iwasaki,  Borderless Art Museum No-Ma; Outsider Art of Ceramic, « Ebetu City Ceramic Art Center »(Archive.org • Wikiwix • Archive.is • Google • Que faire ?)
- 2009-2010 : Aloïse, comme un papillon sur elle, Borderless Art Museum No-Ma, Watari-um, Museum of Contemporary Art, Asahikawa Museum of Art

## Sources et références
- Japan Broadcasting Corporation (NHK), documentaire sur la vie et l’œuvre de Kazuhiko Kudo (20 min), 2008
- Sapporo Television, documentaire sur Kazuhiko Kudo (30 min), 2009
- Hiroe Morihiro, Hokkaido Ceramic artists, Saporro, Nakanishi Publishing Co, 2009 (japonais)
- Akiko Hino, Notebook about tableware , Tokyo, Rutles Inc., 2008 (japonais)
- Kazuhiko Kudo, Céline Muzelle et al., Aloïse, comme un papillon sur elle, Omihachiman, Haretari Kumottari, 2010 (français, anglais et japonais)